# Ville de Manningham
La ville de Manningham est une zone d'administration locale au nord-est du centre-ville de Melbourne au Victoria en Australie.
Elle a été créée le 15 décembre 1994 à partir de la ville de Doncaster & Templestowe, mais amputée de Ringwood Nord cédée à la ville nouvelle de Maroondah et agrandie de Wonga Park enlevé de l'ancien comté de Lillydale.

## Conseillers
La ville est divisée en quatre secteurs qui élisent chacun deux conseillers :
- Heide Ward
- Ruffey Ward
- Koonung Ward
- Mullum Mullum Ward

## Quartiers
La ville comprend les quartiers de:
- Bulleen
- Doncaster
- Doncaster Est
- Donvale
- Park Orchards
- Templestowe
- Templestowe Lower
- Warrandyte
- Warrandyte Sud
- Wonga Park